# City of Death
City of Death (La ciudad de la muerte) es el segundo serial de la 17.ª temporada de la serie británica de ciencia ficción Doctor Who, emitido originalmente en cuatro episodios semanales del 29 de septiembre al 20 de octubre de 1979. Fue el primer serial de Doctor Who que se rodó fuera del Reino Unido, concretamente en París. En parte por la huelga de la cadena rival de la BBC, la ITV, City of Death consiguió altísimas audiencias, y su cuarto episodio tuvo más de 16 millones de espectadores, la audiencia más alta de un solo episodio en toda la historia de Doctor Who. 

## Argumento
El Cuarto Doctor y Romana están de viaje por París, cuando el Doctor siente una distorsión temporal. En el Louvre, mientras contemplan la Mona Lisa, descubre al conde Scarlioni con un brazalete alienígena para escanear sistemas de seguridad. El Doctor y Romana conocen al inspector Duggan, que lleva un tiempo tras la pista de Scarlioni, ya que teme que vaya a robar la Mona Lisa. Aunque los tres son brevemente capturados por la condesa, el Doctor les ayuda a escapar para explorar la mansión, donde descubren equipamiento del Dr. Kerensky para hacer experimentos con el tiempo, y que era la fuente de las distorsiones temporales. También descubren, detrás de un muro, seis copias idénticas de la Mona Lisa, todas ellas pintadas por Leonardo da Vinci en persona.
Mientras Romana y Duggan siguen investigando en el presente, el Doctor utiliza la TARDIS para visitar el taller de Leonardo. Lo encuentra vacío, pero se encuentra con el capitán Tancredi, con la misma apariencia que el conde Scarlioni. Le revela que su nombre es Scaroth, el último de la raza Jagaroth, atrapado en la Tierra y fragmentado por el tiempo por una explosión de su nave en la Tierra hace 400 millones de años. Buscando restaurarse a sí mismo y a su raza, Scaroth ha estado ayudando a los avances tecnológicos de la humanidad hasta el punto de que sean capaces de viajar en el tiempo. Su plan es convencer a Leonardo para que pinte seis copias de la Mona Lisa y que cuando Scarlioni robe la pieza auténtica, pueda venderla siete veces y así conseguir fondos para completar el trabajo del Dr. Kerensky.

## Producción
| Episodio          | Fecha de emisión         | Duración | Espectadores en millones | Estado en el archivo  |
| ----------------- | ------------------------ | -------- | ------------------------ | --------------------- |
| Episodio 1        | 29 de septiembre de 1979 | 24:25    | 12,4                     | Cinta original en PAL |
| Episodio 2        | 6 de octubre de 1979     | 24:33    | 14,1                     | Cinta original en PAL |
| Episodio 3        | 13 de octubre de 1979    | 25:25    | 15,4                     | Cinta original en PAL |
| Episodio 4        | 20 de octubre de 1979    | 25:08    | 16,1                     | Cinta original en PAL |
| [ 1 ] [ 2 ] [ 3 ] |                          |          |                          |                       |

### Diseño y escritura
David Fisher ya había hecho dos guiones para la temporada 16, The Stones of Blood y The Androids of Tara, y el productor Graham Williams le pidió más ideas. Fisher envió dos propuestas. La primera se convirtió en The Creature from the Pit, y la otra era The Gamble with Time (El juego con el tiempo), una trama ambientada en Las Vegas acerca de manipular casinos para financiar experimentos en el tiempo. Williams le pidió a Fisher que lo reescribiera como una parodia de Bulldog Drummond. El borrador estaba ambientado en 1928 con el Doctor y Romana ayudados por un detective Drummonesco llamado Pug Farquharson, persiguiendo la Mona Lisa robada de París a Montecarlo, donde su pareja, la baronesa Heidi, usa tecnología de viajes en el tiempo para hacer trampas en la ruleta del casino y así financiar los experimentos de Scarlioni. También aparecían París en 1979, el estudio de Leonardo da Vinci en 1508 y la Tierra prehistórica. Para este punto, el jefe de la unidad de producción John Nathan-Turner ya se había dado cuenta der que el equipo sólo podía permitirse rodar en París con un equipo recortado. Fue necesario, por tanto, reescribir los guiones de Fisher para mover la acción a París, y por razones de presupuesto se eliminó la ambientación en los años veinte. K-9 tuvo que desaparecer del guion, ya que el coste de traer al perro robótico y sus operadores hasta París era prohibitivo.
Sin embargo, en aquella época Fisher estaba en un proceso de divorcio y por su situación personal no pudo hacer las reescrituras. Así, el editor de guiones Douglas Adams, ayudado por Graham Williams, tuvieron que hacer una reescritura completa de la historia en un solo fin de semana. Según Adams, Graham Williams "me llevó a su casa, me encerró en su estudio y me regó con whisky y café negro durante unos días, y así salió el guion". El guion revisado, ahora titulado The Curse of the Sephiroth, fue acreditado a "David Agnew", un pseudónimo estándar que utilizaba la BBC y que ya había sido empleado en el serial de la 15.ª temporada The Invasion of Time. El serial adquirió su título final de City of Death el 8 de mayo de 1979.

### Notas del reparto

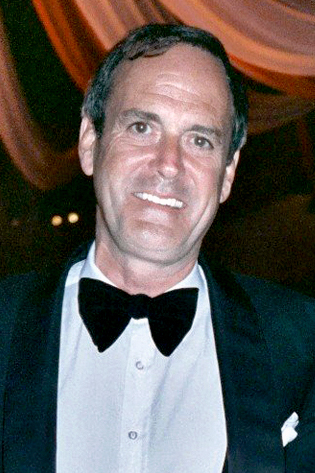
City of Death presenta un cameo del actor cómico John Cleese.